# Kottenbutter

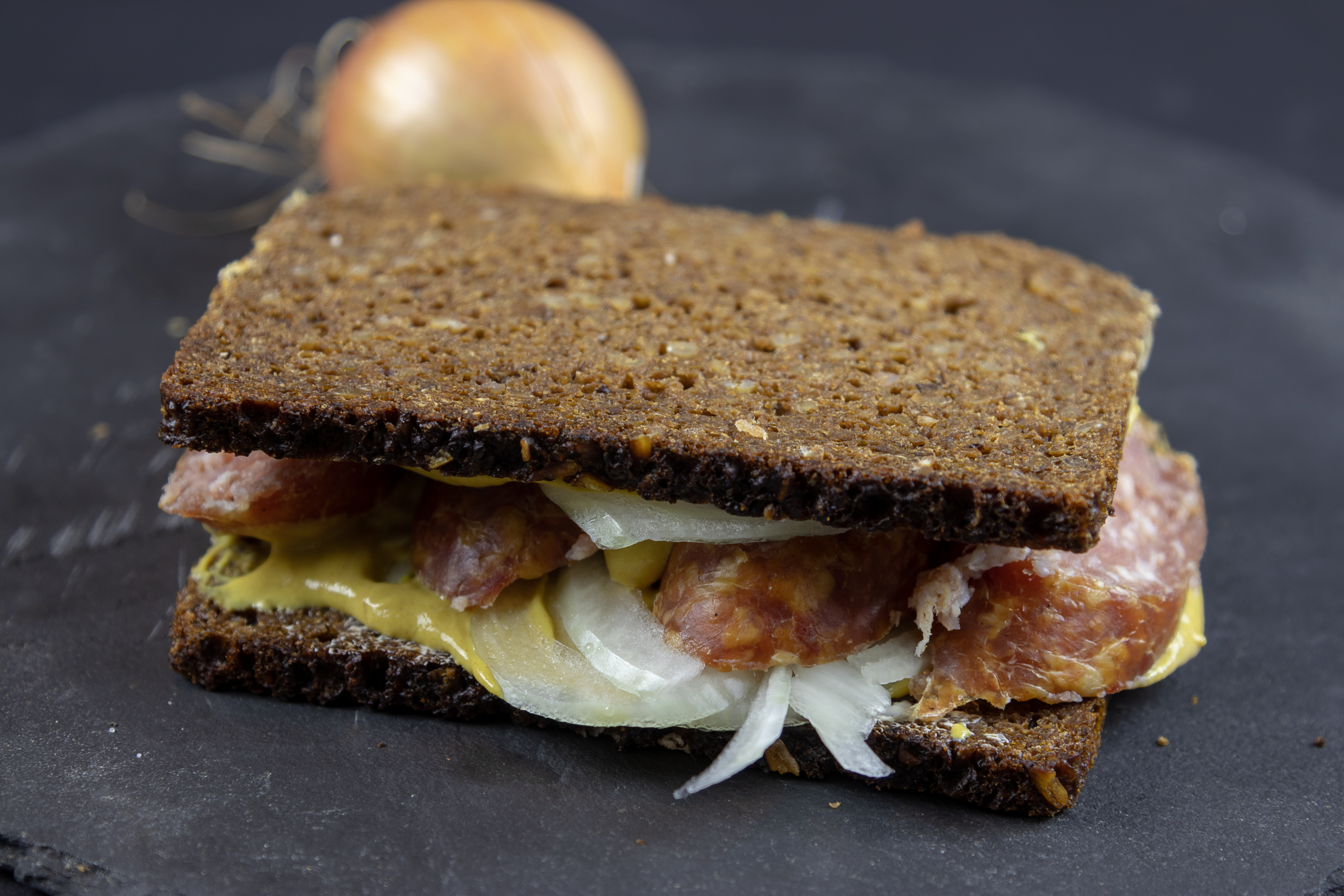
Kottenbutter

Als Kottenbutter oder auch Kottenbotter wird im Bergischen Land eine (doppelte) Schwarzbrot- oder Graubrotscheibe  mit Butter, geschnittener geräucherter Mettwurst, gegebenenfalls aus Pferdefleisch (der sogenannten Kottenwurst), Zwiebelscheiben und Senf bezeichnet.
Mitunter findet sich auch eine Variante mit Panhas und Zwiebeln, die jedoch mit der ursprünglichen Form wenig zu tun hat.
Diese lokale rustikale Spezialität fand ihren Ursprung in den Ernährungsgewohnheiten der Schleifer in den Schleifkotten an den Wasserläufen der Wupper und ihrer Zuflüsse im Raum Remscheid, Wuppertal und Solingen. Diese hatten als selbstständige Subunternehmer für größere Unternehmen in den Stadtzentren unter Zeitdruck die Stahlwarenrohlinge zu schleifen. Trotz der anstrengenden und gesundheitsgefährdenden Arbeit am großen Schleifstein (Staublunge und Verletzungen durch den Treibriemen) konnte sich ein Zwei-Mann-Betrieb oft keine richtige Mahlzeit leisten, sodass dieser entfernte Verwandte des Sandwichs nach ihnen benannt wurde.